# Joséphine Forni
Joséphine Forni (Chambéry, 27 giugno 1994) è un'ex sciatrice alpina francese.

## Biografia
Attiva in gare FIS dall'agosto del 2009, la Forni ha esordito in Coppa Europa il 10 febbraio 2012 a Bad Wiessee in slalom speciale e in Coppa del Mondo il 22 ottobre 2016 a Sölden in slalom gigante, in entrambi i casi senza completare la prova. Il 17 marzo 2018 ha colto a Soldeu/El Tarter in slalom speciale la sua unica vittoria, nonché unico podio, in Coppa Europa e il 25 novembre dello stesso anno ha colto il miglior piazzamento in Coppa del Mondo, a Killington nella medesima specialità (21ª); ai successivi Mondiali di Åre 2019, sua unica presenza iridata, non ha completato lo slalom speciale. Ha annunciato il ritiro nel corso della stagione 2020-2021 e la sua ultima gara è stata lo slalom speciale di Coppa del Mondo disputato a Flachau il 12 gennaio, nel quale la Forni non si è qualificata per la seconda manche.

## Palmarès

### Coppa del Mondo
- Miglior piazzamento in classifica generale: 102ª nel 2021

### Coppa Europa
- Miglior piazzamento in classifica generale: 19ª nel 2018
- 1 podio:
  - 1 vittoria

#### Coppa Europa - vittorie
| Data          | Località         | Paese   | Specialità |
| ------------- | ---------------- | ------- | ---------- |
| 17 marzo 2018 | Soldeu/El Tarter | Andorra | SL         |

Legenda:

SL = slalom speciale

### Australia New Zealand Cup
- Miglior piazzamento in classifica generale: 7ª nel 2020
- Vincitrice della classifica di slalom speciale nel 2020
- 3 podi:
  - 1 vittoria
  - 2 secondi posti

#### Australia New Zealand Cup - vittorie
| Data           | Località     | Paese     | Specialità |
| -------------- | ------------ | --------- | ---------- |
| 22 agosto 2019 | Mount Hotham | Australia | SL         |

Legenda:

SL = slalom speciale

### Far East Cup
- Miglior piazzamento in classifica generale: 21ª nel 2018
- 3 podi:
  - 2 vittorie
  - 1 secondo posto

#### Far East Cup - vittorie
| Data         | Località | Paese    | Specialità |
| ------------ | -------- | -------- | ---------- |
| 6 marzo 2018 | Engaru   | Giappone | SL         |
| 7 marzo 2018 | Engaru   | Giappone | SL         |

Legenda:

SL = slalom speciale

### Campionati francesi
- 2 medaglie:
  - 2 argenti (slalom parallelo nel 2016; slalom speciale nel 2018)